# Oskari Wilho Louhivuori
Oskar Wilhelm Louhivuori ou Oskari Wilho Louhivuori (né Lohtander le 18 septembre 1884 à Kuopio – mort le 1er juin 1953 à Helsinki) est un professeur, chancelier de l'université et sénateur finlandais.

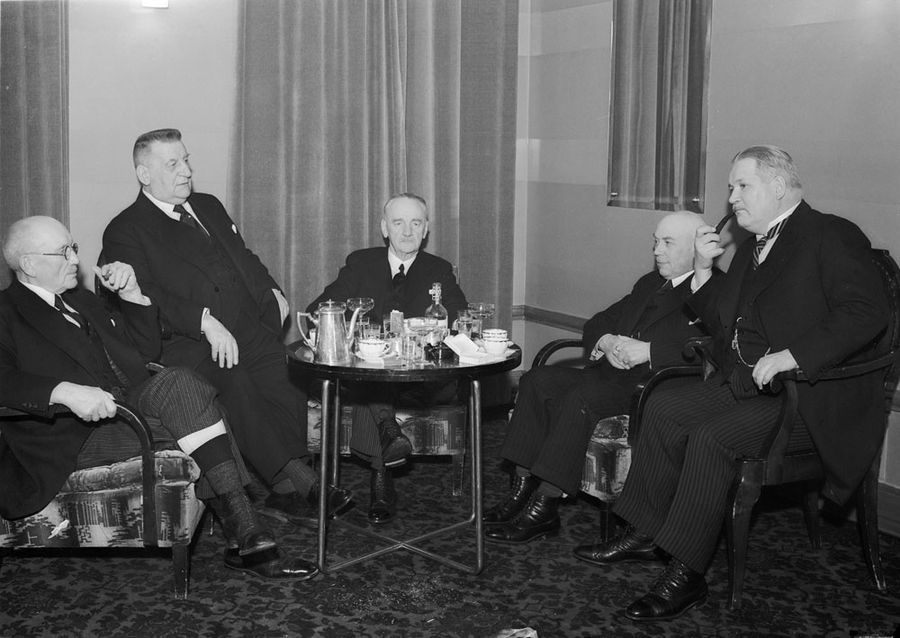
De gauche à droite: Juhani Arajärvi, Heikki Renvall, Jalmar Castrén, Alexander Frey et Oskar Wilhelm Louhivuori.

## Ouvrages

### Monographies
- Uudelle toverille. Kirjoittanut O. W. L. Ylioppilaiden raittiusyhdistys, Helsinki 1905, 3. painos 1913.
- Lukuopas Ylioppilaiden raittiusyhdistyksen haaraosastojen raittiustutkintoihin osaaottaville. Ylioppilaiden raittiusyhdistys, Helsinki 1906.
- Toivon joukot: Silmäys nuorison raittiusliikkeen kehitykseen ulkomailla. Raittiuden ystävät, Helsinki 1906.
- Maalaiskuntien köyhäinhoitorasitus ja henkivakuutus. Salama, Helsinki 1912.
- Yhteiskunnallinen alkoholikysymys: Raittiuden ystävien opetusvälinetauluja. 3:s sarja, Selitykset ja lähdeluettelo. Raittiuden ystävät, Helsinki 1912.
- Kansanvakuutuksesta Suomessa: Kansainvälisten sosialivakuutuskongressien kiertokyselyn johdosta laadittu esitys. Suomen työväensuojelus- ja sosialivakuutusyhdistys, Helsinki 1914.
- Kotimaiset henkivakuutusyhtiöt v. 1913: Taloudelliset tulokset. Salama, Helsinki 1914.
- Kunnallinen köyhäinhoitorasitus Suomen suurimmissa kaupungeissa ennen nykyistä kunnallishallitusta. Helsingin yliopiston väitöskirja. Taloustieteellisiä tutkimuksia 18. Helsinki 1915.
- Raittiuden vaatimus siveysopin esineenä. Suomen opiskelevan nuorison raittiusliitto, Helsinki 1916.
- Suomalaisuuden päivänä 12.V.1916: Juhlapuhe Suomalaisuuden liiton, Helsingin Suomalaisen seuran, Suomalaisen seuran naisjärjestön, Helsingin Nuorsuomalaisen yhdistyksen, Helsingin nuorisoseuran, Helsingin Kansallismielisen nuorison ja Helsingin Suomalaisen työväenliiton toimeenpanemassa kansalaisjuhlassa Ylioppilastalolla. Suomalaisuuden liitto, Helsinki 1916.
- (fi) Punakaartin kapinan syyt: ajatuksia kapinan aikana, Helsinki, Kirja, 1920 (lire en ligne)
- (fi) Henkivakuutus ja yhteiskunta, Helsinki, Henkivakuutusyhtiö Salama, 1931
- ”'Henkivakuutusasiamiehen työn arvo?” Kolme kysymystä henkivakuutuksesta: Salaman asiamieskunnan 25-vuotisjuhlassa Helsingissä Vanhassa Ylioppilastalossa 14.3.1936 pidetyt puheet ja esitelmät. Henkivakuutusyhtiö Salama, Helsinki 1936.
- Vakuutusoppi. Kansantaloudellinen käsikirjasto 7. WSOY 1937.
- Vakuutuksen taloudellinen teoria. Eripainos: Kansantaloudellinen aikakauskirja, 2. nide, 1938. Helsinki 1938.
- Kansantaloustieteellisen tutkimuksen asema kansantalouden ratsionalisoituessa. Eripainos: Kansantaloudellinen aikakauskirja, 11/1. nide, 1939. Helsinki 1939.
- Ajankohtaiset taloudellis-poliittiset vaatimukset Euroopan uuden kehityksen puitteissa. Eripainos: Kauppalehti  nro 247, 1940. Helsinki 1940.
- Korporatiivinen talousjärjestelmä: Esitelmä Kansantaloudellisen yhdistyksen kokouksessa marraskuun 1 p:nä 1940. Helsinki 1940.
- Vakuutusyhtiön peruspääomasta erityisesti nykyistä autovastuulakia silmällä pitäen. Tutkielmia. Liiketaloustieteellinen tutkimuslaitos ja kauppatieteellinen yhdistys 1–2. Helsinki 1940.
- Suometar 1, Perustaminen ja ensimmäiset vaiheet 1847–1852. Uusi Suomi, Helsinki 1940.
- Uutta talousjärjestelmää kohti: esitelmiä ja kirjoituksia. Otava 1940.
- Euroopan talousjärjestelmien uudistussuunnitelmat: Esitelmä yksityisyrittäjäin 6 yleisessä kesäkokouksessa 18/8.42. Helsinki 1942.

### Edition
- Vapaa yrittäjätoiminta. Toimittanut O. W. Louhivuori; kirjoittaneet K. O. Alho ym. Fennia, Helsinki 1948

### Traduction en finnois
- Karl Marx: Pääoma: kansantaloustieteen arvostelu. Ensimäinen nide. Ensimäinen kirja: Kapitalistinen tuotanto. Alkuperäisen teoksen kuudennesta painoksesta suomentanut O. W. Louhivuori. Työväen sanomalehti, Helsinki 1913.